# Бею
Бею (рум. Beiu) — село у повіті Телеорман в Румунії. Входить до складу комуни Шторобеняса.
Село розташоване на відстані 80 км на південний захід від Бухареста, 14 км на південний схід від Александрії, 140 км на схід від Крайови.

## Населення
За даними перепису населення 2002 року у селі проживали 1763 особи. Рідною мовою 1761 особа (99,9%) назвала румунську.
Національний склад населення села:
| Національність | Кількість осіб | Відсоток |
| -------------- | -------------- | -------- |
| румуни         | 1752           | 99,4%    |
| цигани         | 9              | 0,5%     |